# 第2回東京優駿大競走
第2回東京優駿大競走（だい2かいとうきょうゆうしゅんだいきょうそう）は、1933年4月23日に目黒競馬場で施行された競馬競走である。3番人気カブトヤマが不得手と見られた不良馬場のなかで優勝した。
なお、この年をもって、目黒競馬場は府中市の現・東京競馬場に移転したため、目黒での東京優駿（日本ダービー）はわずか2回で終了となった。それ以後は大規模改修による他場代替（2022年までは事例なし）がない限り、現・東京競馬場での開催となり今日に至る。

## レース施行時の状況
第1回東京優駿勝ち馬ワカタカはトウルヌソル産駒であったが、対して当年の第2回東京優駿の戦線はシアンモア系が優勢であり、阪神競馬のアスリート、中山競馬のカブトヤマなどシアンモア系の産駒が他系統を圧倒していた。特にシアンモア牝駒アスリートの評判は高く、同競走では当馬が1番人気に支持されることなる。下総御料牧場のトウルヌソル産駒としては、東京競馬開催初日の不良馬場を勝ったハツピーランドが注目された。カブトヤマは母アストラル同様に道悪不得手と目されていた。カブトヤマの調教師兼騎手の大久保房松は、風邪によって当日39度の熱を出していたが、馬主の前川道平に奮起されて手綱を取った。
民間牧場生産馬としては、室蘭のユートピア牧場が出したクイツケロ牝駒メリーユートピアがいた。また出走19頭のうち、牝馬が11頭を占めた。

## 出走馬と枠順
- 1933年4月23日
- 天気：曇、馬場状態：稍不良

| 枠順 | 馬番 | 人気 | 競走馬名         | 性齢 | 騎手       | 調教師     |
| ---- | ---- | ---- | ---------------- | ---- | ---------- | ---------- |
| 1    | 13   | 7    | オークランド     | 牡3  | 鈴木正一   | 秋山辰治   |
| 2    | 14   | 8    | メリーユートピア | 牝3  | 徳田伊三郎 | 中村一雄   |
| 3    | 2    | 6    | キクノハナ       | 牝3  | 杉浦照     | 杉浦照     |
| 4    | 17   | 13   | ワカイワヰ       | 牝3  | 高木良三   | 岸参吉     |
| 5    | 16   | 2    | ハツピーランド   | 牝3  | 佐藤順治   | 佐藤順治   |
| 6    | 3    | 5    | エーモア         | 牡3  | 伊藤正四郎 | 尾形景造   |
| 7    | 1    | 16   | ナガト           | 牝3  | 赤石孔     | 川崎敬次郎 |
| 8    | 9    | 19   | ホウカツイージ   | 牡3  | 杉山七治   | 小林光     |
| 9    | 15   | 11   | アートフル       | 牝3  | 斎藤鶴治   | 北郷五郎   |
| 10   | 19   | 16   | グレーハウンド   | 牝3  | 村山幸二   | 村山幸二   |
| 11   | 11   | 1    | アスリート       | 牝3  | 伊藤勝吉   | 伊藤勝吉   |
| 12   | 6    | 14   | リンプウ         | 牡3  | 木村茂     | 佐々木安   |
| 13   | 8    | 12   | ボニーチヤペル   | 牡3  | 岸三吉     | 青山市之進 |
| 14   | 7    | 15   | ケゴン           | 牝3  | 石毛彦次郎 | 野平省三   |
| 15   | 10   | 4    | エツフオード     | 牝3  | 武田文吾   | 高橋政治郎 |
| 16   | 18   | 3    | カブトヤマ       | 牡3  | 大久保房松 | 大久保房松 |
| 17   | 4    | 18   | クレツセント     | 牝3  | 茂木為二郎 | 三谷誠之   |
| 18   | 12   | 9    | レツドサンド     | 牡3  | 函館孫作   | 羽田英之助 |
| 19   | 5    | 10   | ヤスノ           | 牡3  | 佐々木安   | 佐々木安   |

※10 - 13番人気は単勝1票、14 - 19番人気は単勝0票だったため複勝の人気で並べた。
出典：

## 当日の競馬場模様
第1回と同様に前日は土砂降りとなった。当日も馬場は稍不良で、空は暗雲に覆われており、発走も定刻より30分遅れてのものとなった。

## 競走結果
発馬から第2コーナーまでケゴンが逃げる展開となった。好位を進んだカブトヤマは、第3コーナーで先頭に立つ早仕掛けを行った。後方に位置取ったメリーユートピアが追撃し、一度はカブトヤマを交わした。直線にかかり巻き返したカブトヤマは、メリーユートピアの4馬身差をつけて優勝した。
不良馬場での施行のため勝ち時計は2分41秒+0⁄5に留まったが、これはワカタカの東京優駿勝ち時計を4秒+2⁄5上回るレコードであった。シアンモア系は1着および3着 - 5着を占めてトウルヌソル系を圧倒。またメリーユートピアを筆頭に、2着から6着までを牝馬が独占する結果となった。無名の牧場の生産馬メリーユートピアの善戦は、多くの生産者に希望を与えたとされる。

### 競走着順（1着から5着まで）
| 着順 | 競走馬名         | タイム      | 着差 |
| ---- | ---------------- | ----------- | ---- |
| 1    | カブトヤマ       | 2分41秒+0⁄5 |      |
| 2    | メリーユートピア |             | 4    |
| 3    | アスリート       |             | 大差 |
| 4    | ワカイワヰ       |             | -    |
| 5    | ナガト           |             | -    |

出典：